# Condado de Jefferson (Kansas)
El condado de Jefferson (en inglés: Jefferson County) es un condado en el estado estadounidense de Kansas. En el censo de 2000 el condado tenía una población de 18.426 habitantes. Forma parte del área metropolitana de Topeka. La sede de condado es Oskaloosa. El condado fue fundado el 25 de agosto de 1855 y fue nombrado en honor a Thomas Jefferson, tercer Presidente de los Estados Unidos.

## Geografía

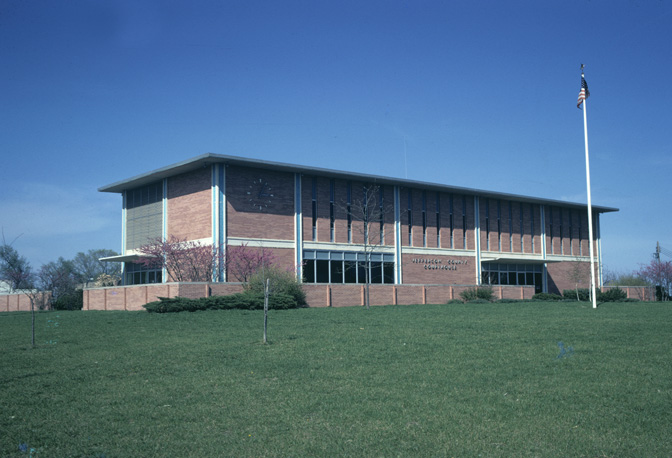
Juzgado del condado de Jefferson en Oskaloosa.

Según la Oficina del Censo, el condado tiene un área total de 1.442 km² (557 sq mi), de la cual 1.389 km² (536 sq mi) es tierra y 53 km² (21 sq mi) (3,74%) es agua.

### Condados adyacentes
- Condado de Atchison (norte)
- Condado de Leavenworth (este)
- Condado de Douglas (sur)
- Condado de Shawnee (suroeste)
- Condado de Jackson (noroeste)

## Demografía
En el  censo de 2000, hubo 18.426 personas, 6.830 hogares y 5.190 familias residiendo en el condado. La densidad poblacional era de 34 personas por milla cuadrada (13/km²). En el 2000 había 7.491 unidades habitacionales en una densidad de 14 por milla cuadrada (5/km²). La demografía del condado era de 96,70% blancos, 0,37% afroamericanos, 0,92% amerindios, 0,17% asiáticos, 0,01% isleños del Pacífico, 0,42% de otras razas y 1,41% de dos o más razas. 1,28% de la población era de origen hispano o latino de cualquier raza. 
La renta promedio para un hogar del condado era de $45.535 y el ingreso promedio para una familia era de $50.557. En 2000 los hombres tenían un ingreso medio de $36.174 versus $25.468 para las mujeres. La renta per cápita para el condado era de $19.373 y el 6,70% de la población estaba bajo el umbral de pobreza nacional.

## Ciudades y pueblos
| - Grantville - McLouth - Meriden | - Mooney Creek - Newman - Nortonville | - Oskaloosa - Ozawkie - Perry | - Rock Creek - Thompsonville - Valley Falls | - Williamstown - Winchester |